# ريكاردو ريس
ريكاردو ريس (بالبرتغالية: Ricardo Reis‏) هو اقتصادي برتغالي، ولد في 1 سبتمبر 1978 في بورتو في البرتغال.